# Сант-Оресте
Сант-Оресте (итал. Sant'Oreste) — коммуна в Италии, располагается в регионе Лацио, в провинции Рим у горы Соракта.
Население составляет 3800 человек (2008 г.), плотность населения составляет 86 чел./км². Занимает площадь 44 км². Почтовый индекс — 60. Телефонный код — 0761.
Покровителем коммуны почитается святой Эдист, празднование 12 октября.

## Демография
Динамика населения:

## Администрация коммуны
- Официальный сайт: https://web.archive.org/web/20090703083325/http://www.santoreste.it/index.html

## Города-побратимы
- Беларусь: Поставы